# Cabin in the Sky (Tuxedomoon)
Cabin in the Sky è il decimo album in studio del gruppo post-punk statunitense Tuxedomoon, pubblicato nel 2004.

## Tracce
1. A Home Away – 3:22
2. Baron Brown – 4:37
3. Annuncialto – 5:26
4. Diario di un egoista – 4:11
5. La più bella – 1:23
6. Cagli Five-O – 7:14
7. Here 'Til X-Mas – 5:01
8. Chinese Mike – 6:04
9. La più bella (reprise) – 2:31
10. The Island – 3:33
11. Misty Blue – 5:26
12. Luther Blisset – 4:43
13. Annuncialto Redux – 4:55